# 大林波波河跨境公園

大林波波河跨境公园簡圖

大林波波河跨境公园（Great Limpopo Transfrontier Park）是一個35,000平方公里km2大建設中的和平公园，是东非国家莫桑比克的国家公园，位于该国南部加扎省，北面以林波波河为界，占地约10,000平方公里，成立于2001年11月27日。野生动物有长颈鹿、非洲象、斑马、角马、疣猪等。

## 历史
为建立和平公园谅解备忘录在2000年11月10日为加沙-克留格爾-戈納雷若跨境公园的名義被簽署。在2001年名稱改為大林波波河跨境公园。2003年，莫桑比克和津巴布韦尚未履行条约。
為了允许动物采取其舊有迁徙路线，公园之间原來作為政治邊界的围栏已经开始被拆除。
2001年10月4日，1000隻大象中的首40隻(包括3繁殖畜群)已从動物过多的克留格爾国家公园被轉移至受战争蹂躏的林波波河国家公园，而轉移所有大象則耗時2年半。
各國政府正計劃將公园擴大至99,800平方公里。

## 公園包括
- 大林波波河跨境公園
  - 克留格爾国家公园約18,989km²
  - 馬古力可約240km²
  - 林波波河国家公园 (莫三比克) 約10,000km²
  - 班罕國家公園 (莫三比克) 約7,000km²
  - 日納夫國家公園 (莫三比克) 約6,000km²
  - 馬布圖大象保護區 (莫三比克) 約700km²
  - 戈納雷若国家公园 (津巴布韋) 約5,053km²
  - 馬基尼保護區 (津巴布韋)
  - 馬里巴特野生保護區 (津巴布韋)
  - 生威野生保護區 (津巴布韋)

## 相集

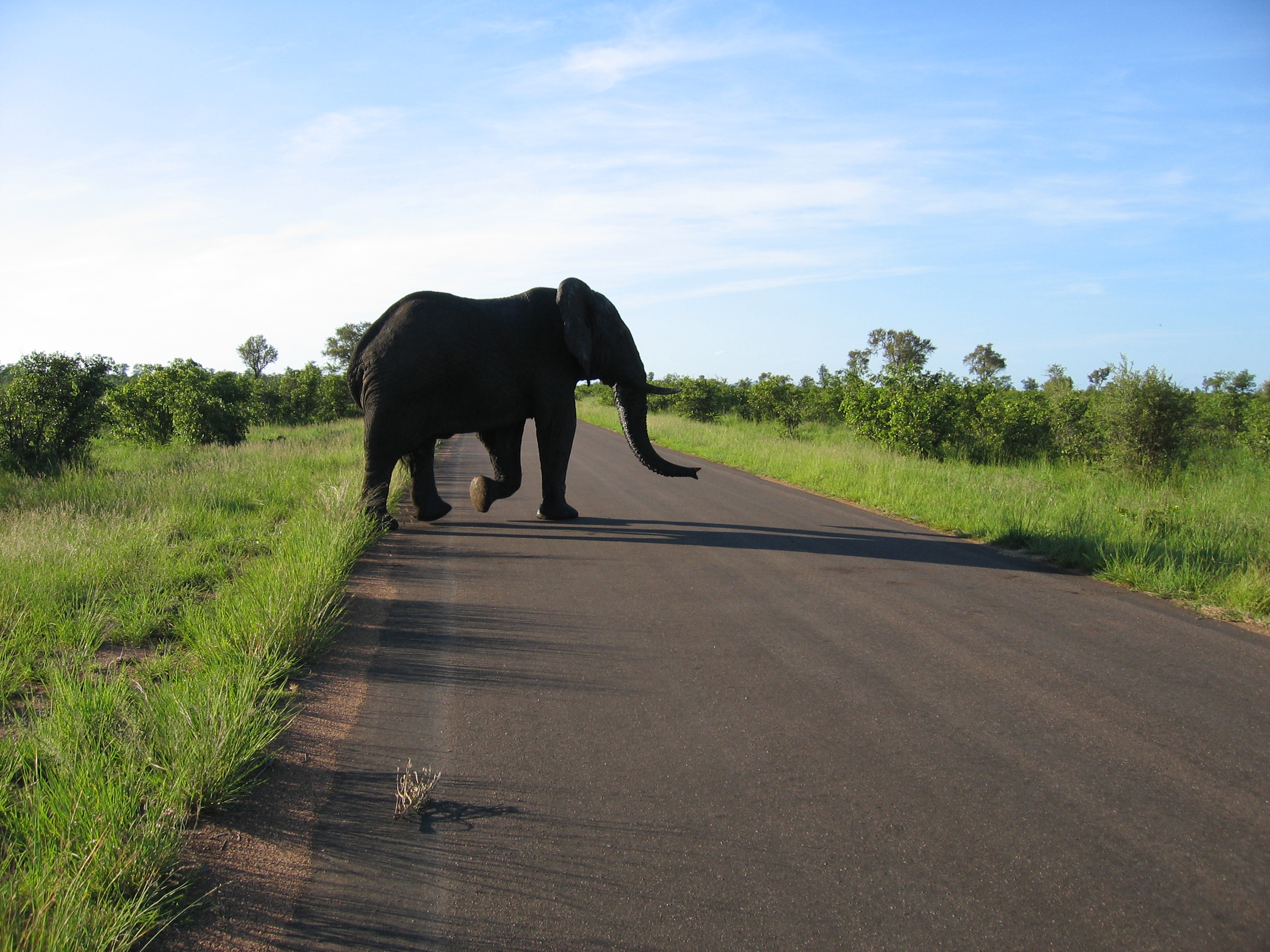
大象在克留格爾国家公园過路。
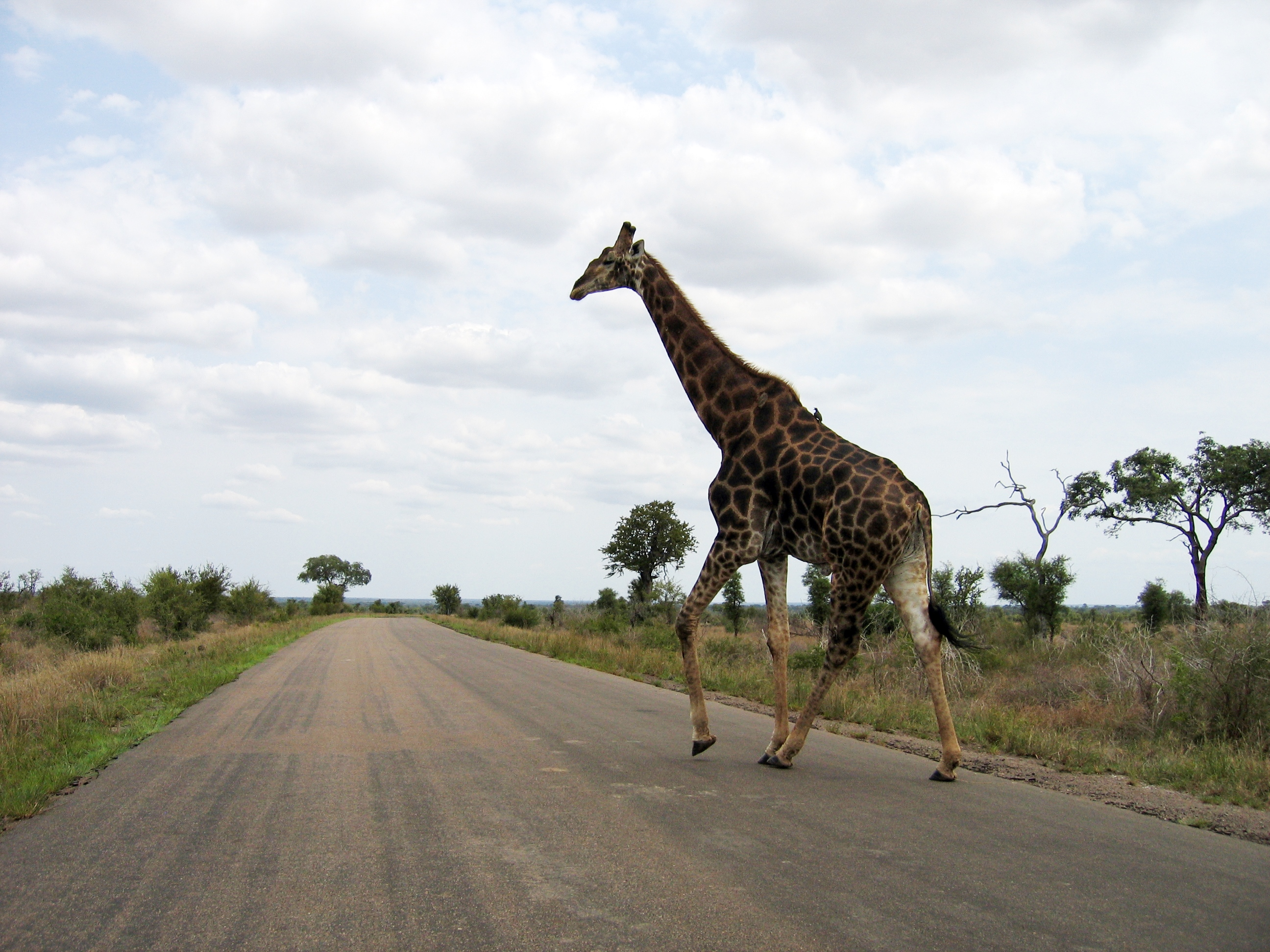
長頸鹿在克留格爾国家公园過路。
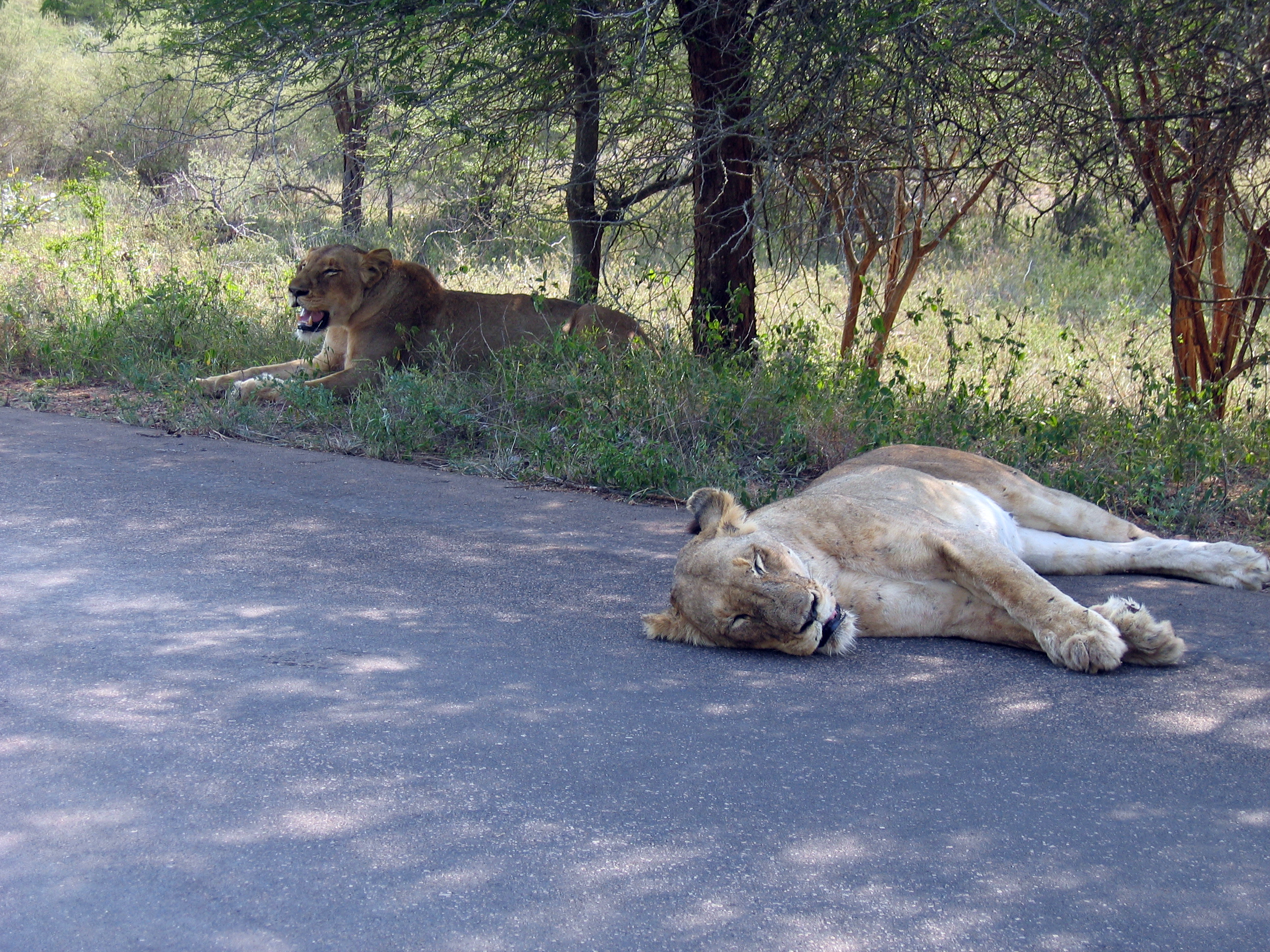
兩隻在母狮在克留格爾国家公园獵食失敗後休息
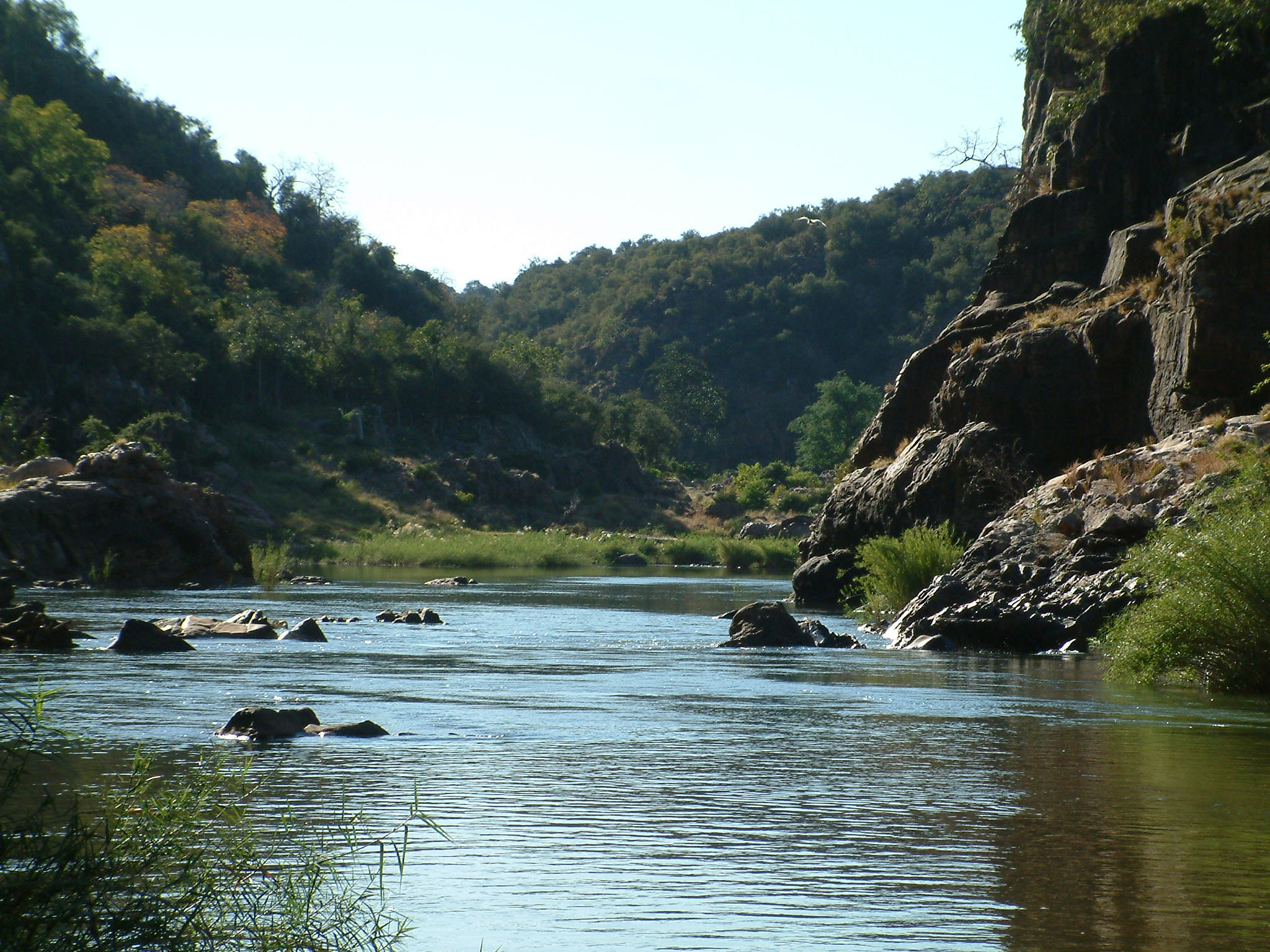
深而大的峡谷

## 动植物
这个公园擁有區域中不同野生生物包括哺乳动物，例如非洲丛林中的大象，南部白犀牛，南非长颈鹿，蓝羚，非洲豹，德蘭士瓦獅，南非猎豹，猫鼬和斑鬣狗。

## 住宿
私人營地：
Machampane：10個於Machampane河畔的豪华帐篷营床位。專營步行之旅。
公眾营地：
- Aguia Pesqueira：只有小木屋和基本设施的营地[3]
- Albufeira：只有小木屋和基本设施的营地[4]

## 外部連結
- 大林波波河公园
- 和平公园基金会（页面存档备份，存于）
- 南非国家公园官方网站（页面存档备份，存于）